# دونت ستارف
دونت ستارف (بالإنجليزية: Don't Starve)‏ هي لعبة فيديو من نوع أكشن-مغامرات، تاريخ صدورها هو أبريل 23, 2013، وهي متوفرة على أجهزة مايكروسوفت ويندوز وماك أو إس عشرة وجنو/لينكس وبلاي ستيشن 4.

## روابط خارجية
- دونت ستارف على موقع Google Play (الإنجليزية)